# Јастреб шишмишар
Јастреб шишмишар или луња шишмишар (Macheiramphus alcinus) је врста птице грабљивице из породице јастребова, једина је врста монотипичног рода Macheiramphus. Насељава Субсахарску Африку, Југоисточну Азију и Нову Гвинеју. Главни плен су му шишмиши (слепи мишеви), којима дугује своје име.

## Опис
Јастреб шишмишар је витка птица грабљивица, средње величине, која у просеку достиже дужину од 45 cm. Он има дуга крила и у лету подсећа на сокола. Перје одрасле јединке је скоро у потпуности тамносмеђе или црно, само на грлу и грудима има бело перје, а има и беле капке. Младунци су прошарано смеђи и имају више белог перја него одрасли.

## Понашање

### Лов
Шишмиши су главни плен јастреба шишмишара, али он такође лови и мале птице, као што су ласте, чиопе и легњеви, а лови чак и инсекте. Плен успева да улови захваљујући свом брзом лету. Успешност лова је 49,3%. Једном кад је ухваћен, слепи миш брзо буде докрајчен, а још увек није познат тачан начин на који га јастреб шишмишар убија. Он веома брзо гута шишмиша, који за само 6 секунди након хватања доспева до стомака.
Јастреб шишмишар је ноћна птица, која лови у сумрак. Храни се у лету и свој плен гута цео. Овај начин исхране је довео до развоја веома великог усног отвора, који је у односу на величину тела највећи међу птицама грабљивицама, и сличнији је оном који имају птице инсектоједи, као што су ласте, чиопе и легњеви.

### Размножавање
Удварање укључује многе ваздушне акробације. Гнездо гради од грања, које скупља у лету. Пречник гнезда је 90 cm, а дубина 30 cm. Женка сама лежи на јајима. Мужјак јој често доноси храну. Отприлике месец дана након почетка инкубације, птићи се излежу из јаја, а оба родитеља хране младунце. Око 30–45 дана након излегања, младунци напуштају гнездо. Јастреб шишмишар усклађује време свог гнежђења са размножавањем шишмиша, због тога што су летаргичне трудне женке и млади неискусни шишмиши, који тек уче да лете, лак плен.

## Етимологија
Научно име рода је кованица грчких речи makhaira (грч. μαχαιρα), што значи нож; и rhamphos (грч. ῥαμφος), што значи кљун. Епитет врсте alcinus, значи налик њорки, изведен је од Линеовог рода Alca, који такође има везе са танким кљуном јастреба шишмишара.

## Угроженост
Због свог великог ареала и релативно стабилне популације, јастреб шишмишар има статус врсте која није угрожена на -овој црвеној листи. Међутим, неке локалне популације су угрожене, у Јужноафричкој Републици, на пример, има статус угрожене врсте.